# ロナルド・オーパス
ロナルド・オーパス(Ronald Opus)は、架空の殺人事件の犠牲者。

## 概要
この話はもともと、1987年にアメリカ法科学学会会長のドン・ハーパー・ミルズが、宴席においてスピーチしたものが基になっている。ミルズはこれを、殺人事件の捜査においての紆余曲折が、いかに異なる結果をもたらすかを示す逸話として作ったと述べている。
この話は1994年に8月にインターネットに登場し、その後ウェブサイトや印刷物まで広く知れ渡った。ミルズは、何年にも渡ってその話についての問い合わせを受け続けた。
以上のようにあくまで架空の人物・事件であるのだが、彼に関する話はしばしば真実として語られている。

## 伝わっている事件
彼の死について一般的に伝わっているのは次のような話である。
1994年、ロナルド・オーパスは10階建ての建物の屋上から投身自殺を図った。彼は9階を通り過ぎる際に、窓越しにショットガンで頭部を撃たれ即死した。しかしその時、建物には窓拭き用の安全ネットが8階に張られており、本来なら飛び降りても死ぬことはないはずだった。
調査を始めると、銃が発射された部屋はある老夫婦が住んでいた。事件当時夫婦喧嘩の最中で、夫がショットガンを持ち出した際に暴発し、運悪く窓越しに落下者を撃ってしまったのだった。しかも、なんとこの夫婦は死んだロナルドの両親であった。
しかし、老人は夫婦喧嘩の際にいつもショットガンを持ち出しており、普段銃には弾が込められておらず、本気で撃つつもりはなかった。しかし調査を進めると、事件の約6週間前、ロナルドが銃に弾を込めているのが目撃されていた。調査では、母が財政的支援を打ち切ろうとしていることを知ったロナルドが、父の習慣を利用して母を死なせるように仕向けたのだった。
しかしその企てが失敗したことでロナルドは自殺を図り、皮肉にも彼自身の込めた弾で撃たれて死んだのだった。

## 創作物での言及
この話やそれを基にした話は、様々な作品で言及されている。

### テレビ
- ホミサイド/殺人捜査課 - 第6シーズン 11話 "奇妙な事件"
- ロー&オーダー
- CSI:マイアミ - シーズン8 19話 "スプリングブレイク"

### 映画
- マグノリア - ここでは、内容が一部変更されている。

### 漫画
- ジョジョの奇妙な冒険 Part6 ストーンオーシャン - 登場人物のサンダー・マックイイーンが、この話に酷似した理由で刑務所に入っている。

### ビデオゲーム
- Hitman: Blood Money

### 音楽
- イギリスのロックバンドSilveryのアルバム『Etiquett』のファーストトラック『The Ronald Opus』。